# AGM-53 (ミサイル)
AGM-53はアメリカ海軍向けにノースアメリカン社が開発していた空対地ミサイル。愛称はコンドル (Condor) 。画像（TV）誘導ミサイルであるが1976年に開発中止となった。

## 概要
1962年より開発が開始された。当初の開発名称はASM-N-11であった。長距離誘導ミサイルであり、テレビ画像を発射母機にアップロードし、その映像により誘導を行う。重量は950kgと重く、弾頭は通常弾頭（炸薬量286kg）のほか、W73核弾頭の搭載も考慮されていた。形状は胴体中部に動翼の細長いデルタ翼4枚を持ち、後部に安定翼4枚を有している。
開発は難航し、試作ミサイルXAGM-53Aの試射も1970年までずれ込んだ。コストも増大し、配備前の1976年3月に開発が中止された。